# Храброе сердце (телесериал)
Храброе сердце (исп. Corazón valiente) — теленовелла на испанском языке, выпускаемая американским телеканалом Телемундо, с участием актёрского ансамбля.

## О сериале
Эта история о двух женщинах, знакомых с детства. Анхела Вальдес — дочь телохранителя, работавшего на состоятельную семью. Анхела и Саманта Сандоваль Наварро, девочка из этой семьи, были очень дружны. Однажды отец Анхелы погибает, чтобы спасти жизнь Саманте. Эта трагедия разлучает девочек, но через несколько лет им суждено будет встретиться вновь.
Анхела попала в опасный район и вынуждена была учиться защищать себя. К несчастью девушка влюбляется в опасного человека, Луиса Мартинеса, гангстера и бывшего продавца наркотиков. Анхела родила от него дочь Виолету, и сейчас она усердно работает, чтобы обеспечить ей лучшую жизнь. По вечерам она учится на медсестру, а также имеет небольшое кафе, где с успехом совмещает работу и хобби — готовит различные кондитерские изделия. Саманта же теперь — профессиональный телохранитель. Однажды она приходит в кафе Анхелы, где в этот момент бандиты пытаются обчистить заведение. Вместе с Анхелой они ловко обезвреживают воришек, и тогда Саманта предлагает подруге изменить свою жизнь: стать телохранителем.
Хуан Маркос Аройо — адвокат и успешный предприниматель, состоящий в браке с Исабель, эгоистичной женщиной, которая ко всему прочему имеет слабость к алкоголю. Однажды Анхела доставляет большой торт из своего кафе в дом Хуана Маркоса. Уходя девушка видит, как его дочь Хенесис тонет в бассейне, она быстро подбегает и спасает девочке жизнь. Хуан Маркос очарован храбростью Анхелы и предлагает ей работу телохранителя.
Саманта тем временем берется за новую секретную работу. Ей предстоит защищать богатого плейбоя Вилли дель Кастильо, прикинувшись его шофером. Его сестра — Фернанда дель Кастильо, красивая и эффектная, но холодная и беспринципная женщина, поклявшаяся мстить всем тем, кто унижал её в детстве. Объектом её невероятной одержимости станет Хуан Маркос Аройо, который к тому времени постепенно начинает влюбляться в Анхелу. Двум подругам Саманте и Анхеле предстоит защищать не только других, но и свою любовь, отважно противостоя безжалостным людям, готовым на все ради собственной выгоды.

## В ролях

### Главные герои
- Адриана Фонсека — Анхела Вальдес
- Хосе Луис Ресендес — Хуан Маркос Арройо
- Айлин Мухика — Фернанда дель Кастильо
- Химена Дуке — Саманта Сандоваль Наварро
- Фабиан Риос — Гильермо «Вилли» дель Кастильо
- Ванесса Посе — Эмма Арройо
- Джон-Майкл Экер — Пабло Перальта
- Соня Смит — Исабель Уриарте де Арройо
- Хорхе Луис Пила — Мигель Вальдес
- Мануэль Ландета — Бернардо дель Кастильо
- Каролина Техера — Лорена Барриос
- Габриэль Поррас — Мигель Вальдес Гутьеррес
- Бренда Асникар — Фабиола Арройо
- Анхелине Монкайо — Лаура Агилар
- Альба Роверси — Нора «Матушка»
- Даниэла Наварро — Клара Сальватиерра
- Пабло Асар — Густаво Понте
- Грегорио Перния — Хавьер Фалькон
- Мигель Варони — Хесус Матаморос «Мессия»

### Второстепенные персонажи
- Кэти Барбери — Перла Наварро
- Леонардо Даниэль — Дарио Сандоваль
- Джилда Хэддок — Эстела де Вальдес
- Габриэль Валенсуэла — Луис Мартинес / Камило Мартинес
- Хосе Гильермо Кортинес — Ренцо Мансилья
- Татьяна Капоте — Офелия Рамирес
- Алехандро Лопес — Висенте Ла Мадрид
- Лино Мартоне — Диего Вильяреаль
- Роберто Плантьер — Габриэль Ла Мадрид
- Приссила Пералес — Нелли Бальбуэна
- Ахрид Хэннэли — Сесилия
- Бриджит Боссо — Хенесис Арройо
- Николь Арси — Виолета Мартинес

### Расширенный состав
- Сандра Бельтран — Ивонне Матаморос «Красивая малышка»
- Андрес Котрино — Николас дель Кастильо
- Габриэла Борхес — Джессика Агилар дель Торо
- Хонатан Фройдман — Родриго Сандоваль
- Эдуардо Родригес — Эстебан де ла Вега
- Эмили Альварадо — юная Саманта Сандоваль
- Альберто Баррос-младший — Альберто
- Иван Эрнандес — Леонардо «Лео» Карреньо
- Илеана Жаке — Хосефина Уриарте
- Мишель Джонс — Памела Вальестер
- Франсиско Мармоль — Оскар дель Валье «Сокол»
- Палома Маркес — Соль Диас де Лелн
- Мауро Менендес — юный Хесус Матаморос
- Эсекьель Монтальт — Теньенте Мануэль Флорес
- Джонни Несси — Херман Галиндес «Викинг»
- Даями Падрон — Палома Ньевес
- Туто Патиньо — Кайетано Родригес «Ринго»
- Олегарио Перес — отец Пабло
- Франсиско Поррас — Данте
- Мария дель Пилар Перес — Мария Фернанда дель Кастильо
- Ями Кинтеро — Фискаль Эухения де ла Салье
- Фернандо Серменьо — Гаэль
- Энтони Сандобаль — Хуан Крус Арройо
- Джейми Сассон — Паула Уриарте
- Эдуардо Васвейлер — Хуан Игнасио Арройо